# Edward Bligh (5e comte de Darnley)
Pour les articles homonymes, voir Edward Bligh et Bligh.
Edward Bligh (25 février 1795 - 12 février 1835) est un pair, titré 5e comte de Darnley et un homme politique britannique.

## Biographie
Il est le deuxième mais l'aîné des fils survivants de John Bligh (4e comte de Darnley), et d'Elizabeth Brownlow, 3e fille de William Brownlow,. Il fait ses études au Collège d'Eton et au Christ Church, Oxford, où il s'inscrit le 22 octobre 1812, où il obtient un baccalauréat ès arts (BA) en 1816 et une maîtrise en arts en 1819,.

## Carrière politique
Il représente Cantorbéry à la Chambre des Communes en 1818, poste qu'il occupe jusqu'en 1830 pour le parti Whig . En 1831, il succède à son père dans le comté et occupe son siège à la Chambre des lords. Il est également Lord Lieutenant de Meath entre 1831 et 1835, et est élu membre de la Royal Society en 1833.

## Famille

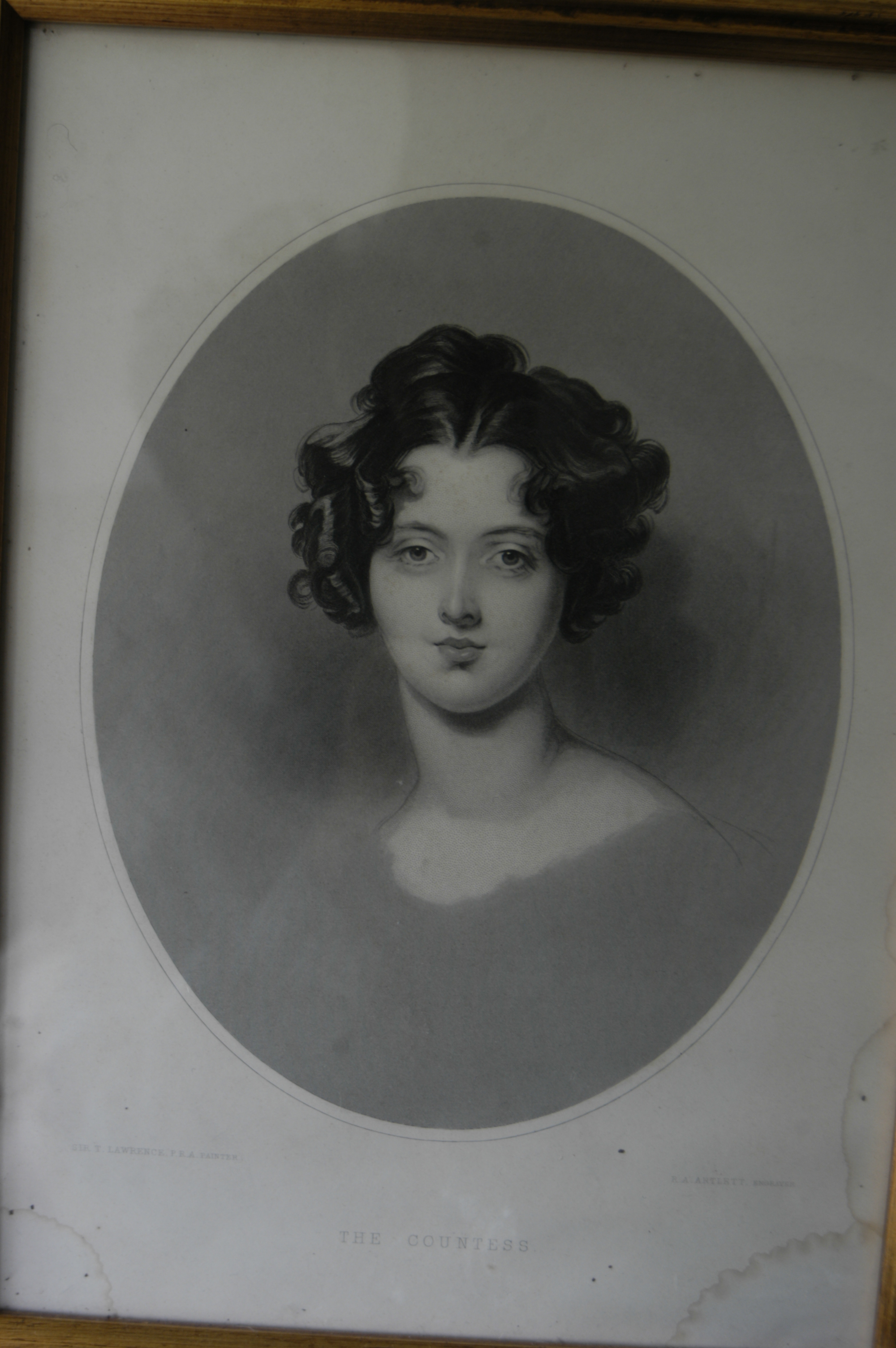
Gravure d'après sir Thomas Lawrence de l'hon. Emma Jane Parnell (plus tard comtesse de Darnley).

Lord Darnley épouse Emma Jane, fille d'Henry Parnell (1er baron Congleton), en 1825. Ils ont trois fils et deux filles:
- John Bligh (1827-1896)
- Edward Vesey Bligh (1829–1908)
- Elizabeth Caroline Bligh (1830-1914), épousa Reginald J. Cust (1828-1912) le 13 décembre 1855 et sont les parents de Lionel Cust (en)
- Emma Bess Bligh (1832–1917), épouse Arthur Purey-Cust le 6 juin 1854
- Henry Bligh (en) (10 juin 1834 - 4 mars 1905), vicaire des églises St James 'Hampton Hill 1881–1893 et Holy Trinity Church à Fareham 1893–1900, épouse d'abord Emma Armytage (décédée le 27 décembre 1881) et Anne Elizabeth Dobree Butler.

Darnley est mort du tétanos après une blessure à la hache lors de l'abattage de bois sur sa propriété à Cobham Hall, Kent, en février 1835, à 39 ans, et est enterré à Cobham. Son fils aîné, John, lui succède au comté.